# Heren XVII

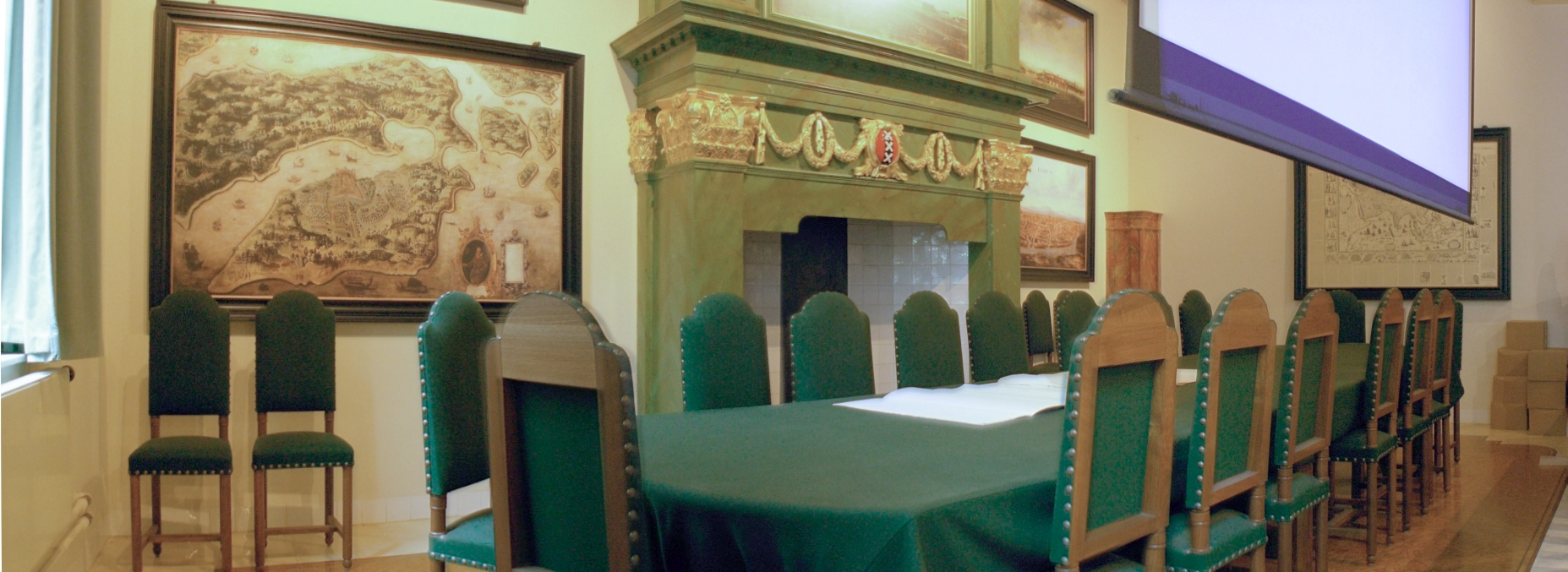
De gerestaureerde vergaderzaal van de Heren XVII in het Oost-Indisch Huis, het bestuurs- en administratiekantoor van de VOC in Amsterdam waar elke zes van de acht jaar de Heren XVII zetelden

De Heren XVII of Heren Zeventien  was de naam van het centrale bestuur van de Vereenigde Oostindische Compagnie (VOC).
De Heren XVII was een wisselend college. Het bestond uit zeventien bewindhebbers, waaraan de naam van het college ontleend is,  afkomstig uit de vier VOC-afdelingen. Daarnaast hadden vanaf 1614 zitting de advocaten van de VOC (dit konden er meer dan één zijn) en vanaf 1623 zes beëdigde hoofdparticipanten. Deze laatsten hadden een adviserende stem.
De Generale Vergadering van de VOC vertegenwoordigde vier afdelingen met totaal zes kantoren die de naam van kamer hadden.
Te weten:
- Amsterdam, belast met de helft van de activiteiten
- Zeeland (Middelburg), verantwoordelijk voor een vierde van de activiteiten
- Noorderkwartier of West-Friesland (Enkhuizen en Hoorn), zorgde voor een achtste van de activiteiten
- Maaze (Delft en Rotterdam), ook een achtste van de activiteiten

Gespecificeerd was de verdeling van de afgevaardigden voor de Heren XVII als volgt: Kamer Amsterdam (acht), Kamer Zeeland (vier), Kamer Delft (één), Kamer Rotterdam (één), Kamer Hoorn (één) en Kamer Enkhuizen (één).
Het zeventiende lid werd bij toerbeurt afgevaardigd door Zeeland en een van de vier kleine kamers. Daarmee werd voorkomen dat Amsterdam een absolute meerderheid kreeg.
De vergaderingen van de Heren XVII werden eerst twee keer per jaar en later drie keer per jaar gehouden. Ze vonden plaats in een cyclus van acht jaar, waarbij ze zes jaar in Amsterdam gehouden werden en vervolgens twee jaar in Middelburg. De bijeenkomsten namen meerdere weken in beslag. De bewindhebbers van de afzonderlijke kamers, waarvandaan de zeereizen georganiseerd werden, zagen elkaar vaker en waren verantwoordelijk voor het uitvoeren van het beleid van de Heren XVII.
Het was een vaste gewoonte dat de admiralen van de VOC-vloten na terugkomst tijdens een vergadering persoonlijk verslag kwamen uitbrengen. Bij gebleken tevredenheid werd hun een gouden ketting met penning overhandigd. Van fraude of machtsmisbruik verdachte functionarissen moesten zich eveneens persoonlijk komen verantwoorden.
Jaarlijks stelden de Heren XVII een lijst op met producten die geïmporteerd moesten worden. Verder werden er besluiten genomen over het dividend, de omvang van de vloot, de hoeveelheid voor Azië bestemde goederen (inclusief het goud en zilver), veilingdata en hoeveel elke kamer maximaal mocht veilen.
In 1617 bepaalde de VOC dat er een journaal moest worden bijgehouden en dat na terugkomst alle reisverslagen moesten worden ingeleverd. Het openbaar maken van informatie was alleen aan de VOC toegestaan. In 1643 werd bepaald dat alle octrooigebieden systematisch moesten worden beschreven.

## Advocaat
De functie van advocaat heeft de betekenis van griffier of secretaris. Die was vanaf 1614 in dienst. Door de toenemende omvang van de werkzaamheden werd er spoedig tot de aanstelling van een tweede advocaat overgegaan en later ook van die van een adjunct-advocaat.
Tot de werkzaamheden van de advocaat behoorden het bijwonen van de vergaderingen van de Heren XVII, Haags Besogne en commissies, het aan de orde stellen van zaken in de vergadering, het lezen van missiven, requesten, remonstrantiën etc., het optekenen van de resoluties en het registreren in "secreete boeken" van de notulen, die evenals andere geheime stukken en papieren door de advocaat werden bewaard.

## Twintigste eeuw
In de twintigste eeuw werd door Jhr. Groeninx van Zoelen een gezelschap opgericht dat ook de naam Heren XVII kreeg, aangezien drie van zijn voorouders bewindvoerder waren geweest van de VOC-kamer te Rotterdam. Dit gezelschap verzamelde fondsen om het Schielandhuis te restaureren. Sindsdien heeft het allerlei schenkingen in natura gedaan, zoals een opgevist kanon en enkele schilderijen. 